# Jean Dreyfus-Stern
Pour les articles homonymes, voir Dreyfus.
Jean Dreyfus-Stern est un artiste peintre et graveur né Jean Maurice Dreyfus à Paris le 20 décembre 1890 et mort dans la même ville le 23 décembre 1972. Il vécut à la cité Montmartre-aux-artistes (189, rue Ordener). 

## Biographie
Jean Dreyfus-Stern, naît sous le nom de Jean Maurice Dreyfus dans le 10e arrondissement de Paris le 20 décembre 1890.
Attiré très tôt par la peinture, Jean Dreyfus-Stern devient élève de Charles Guérin (pour la peinture) et de Bernard Naudin (pour la gravure) avant de fréquenter l'Académie Colarossi et les ateliers de Maurice Denis et d'Antoine Bourdelle.

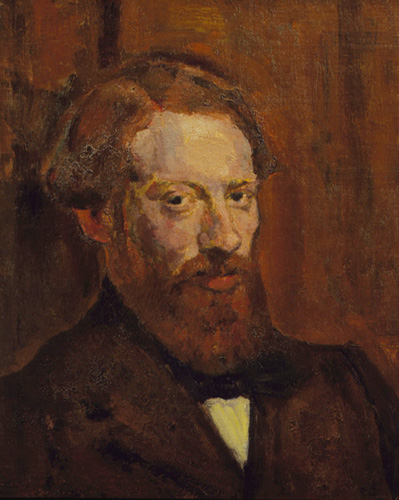
Charles Guérin
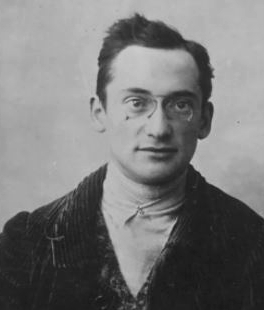
Bernard Naudin
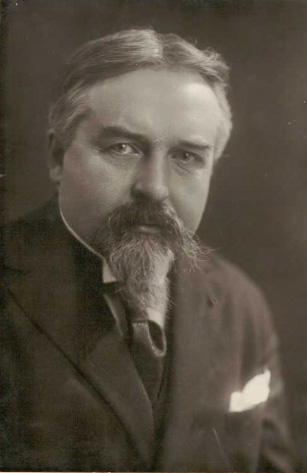
Maurice Denis
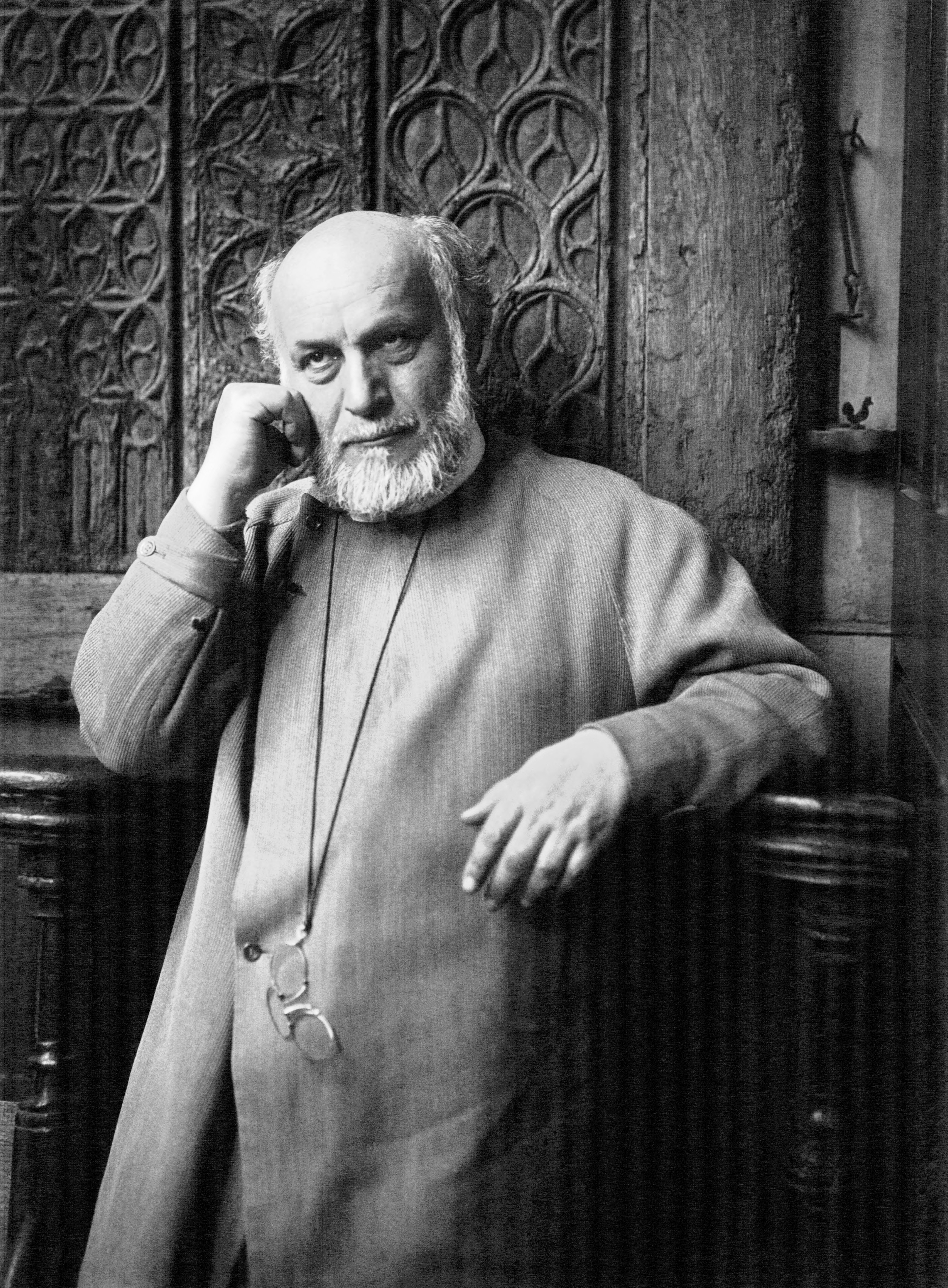
Antoine Bourdelle

Sociétaire du Salon d'Automne depuis 1920 et du Salon des indépendants depuis 1923, il expose aussi au Salon des Tuileries dès 1924 et à Copenhague, La Haye, Madrid et Tokyo (1928.
Fils de banquier, vivant confortablement de ses rentes, Jean Dreyfus-Stern n'est pas dans la nécessité financière de vendre ses tableaux, pas plus qu'il n'a le souci d'accéder à la célébrité. Ce « grand bourgeois » n'a nul besoin d'exposer (même si après sa participation au Salon des artistes décorateurs de 1925 ses œuvres, alors largement et élogieusement remarquées par le monde des critiques d'art, sont présentées à Madrid, Copenhague, La Haye, Tokyo, Rio de Janeiro), confirme Gérald Schurr, expliquant par là l'oubli dont la vente de son atelier en 1981 le fera ressortir.
Si, dans les paysages de Jean Dreyfus-Stern (notamment de la Bretagne et de Honfleur), « les couleurs sont franches comme dans les œuvres de son ami Louis Neillot », c'est sa représentativité des qualités diverses inhérentes à la nature morte qui fait que, lors de sa visite du Salon d'automne de 1933, Michel Florisoone le remarque en même temps que Maurice Asselin, Frédéric Deshayes, Henri Manguin et Carlos-Reymond : « solidité, matière grasse, fluidité de rapports ». Jean Dreyfus-Stern est aussi l'un des rares artistes de son temps à investir les mondes du cirque (Acrobates sous les feux des projecteurs) et du sport (Peloton cycliste, Arrivée de course à pied).
Jean Dreyfus-Stern est le beau-père du biologiste François Gros, ce dernier ne dédaignant pas d'évoquer notre artiste dans ses conférences, toutes scientifiques qu'elles soient.
Jean Dreyfus-Stern meurt dans le 15e arrondissement de Paris le 23 décembre 1972. Il est inhumé au cimetière du Montparnasse (25e division).

## Dreyfus-Stern par lui-même
- « Lorsque vous regardez un tableau dont vous subissez le charme, ne ressentez-vous pas quelque chose d'analogue dans le domaine de l'émotion à ce que vous éprouvez à l'audition d'une belle page musicale? Il y a donc dans la peinture autre chose que la représentation des objets, il y a un élément d'ordre affectif, émotionnel, profond, aussi éloigné de la réalité que la phrase musicale, un élément mystérieux, poétique... C'est ce quelque chose par quoi l'artiste a pu insuffler à la nature un peu de son cœur, un peu de son âme. La musique et la peinture ont tant de points communs qu'il a été nécessaire d'emprunter le vocabulaire de l'une pour parler de l'autre; à l'art d'imitation correspond l'harmonie imitative; on dit d'un tableau qu'il est bien harmonisé, on parle aussi de dissonance colorée. Il faut avoir l'œil musical tout comme on a une oreille musicale. Il faut chanter juste avec son pinceau. »[7]

## Expositions

### Expositions individuelles
- Dreyfus-Stern - Nus et natures mortes, Galerie Marguerite Henry, 35-37 rue de Seine, Paris, 1926[10].
- Claude Robert, Vente de l'atelier Jean Dreyfus-Stern, Hôtel Drouot, Paris, 16 février 1981.

### Expositions collectives
- Salon d'Automne, Paris, Sociétaire en 1920.
- Salon des arts décoratifs, Paris, avril-octobre 1925.
- Salon des indépendants, Paris, à partir de 1923.
- Salon des Tuileries, Paris, à partir de 1924[11],[12].
- Le peintre devant son miroir, 222 autoportraits XVIIIe - XXe siècles, Collection Gérald Schurr, Le Louvre des antiquaires, Paris, mai-septembre 1987.

## Réception critique
- « Dreyfus-Stern: il y a là un peintre. Il a trouvé le moyen de nous intéresser très vivement. Un motif sobre, vrai et difficile. » - Arsène Alexandre[13]
- « Coloriste raffiné, souvent très audacieux mais toujours avec bonheur, Dreyfus-Stern sait admirablement tenter et réussir ses harmonies en rouge sur rouge et en gris-bleu et vert sur gris-et-vert, qui sont une délectation pour l'œil... Il est incomparable dans la notation des paysages mouillés qu'ils soient de Paris, de Honfleur ou de Brive, où l'humidité et le reflet des eaux donnent à l'air des couleurs de perle. Mais il sait aussi opposer avec force, dans de grandes compositions très décoratives, de larges plans en tons puissants. » - Robert Margerit[14]
- « Si singulier que le fait paraisse, Jean Dreyfus-Stern ne fait ni du Derain, ni du Matisse, ni de l'Utrillo, ni même du Segonzac: ses défauts et ses qualités sont à lui, il n'est affilié à aucune secte de théoriciens... Tout lui est bon à prendre, un nu tiède et fauve sur des coussins pourpres, un bouquet, une fille assise sur une banquette de café et qui guette sa proie, un portrait finement analysé, un effet de neige. Les natures mortes surtout me paraissent excellentes. Voici donc un artiste loyal, personnel, dénué de parti-pris, uniquement épris de matière, de valeurs et de construction équilibrée. » - Louis Vauxcelles[14]

## Collections publiques

### France
- Musée Eugène-Boudin de Honfleur, Au piano, huile sur toile 61x50cm, vers 1947 (dépôt du Centre national des arts plastiques)[15].
- Lycée Janson-de-Sailly Paris, Cross-country, décoration murale 115x700cm (salle de gymnastique), 1937-1938[16],[17].
- Sénat (Palais du Luxembourg), Paris, Fleurs, huile sur toile.
- Préfecture d'Ile de France, 29, rue Barbet-de-Jouy, Paris.
- Université Paris-Sud, Orsay, Nature morte au cactus, huile sur toile 73x92cm, 1946 (dépôt du Centre national des arts plastiques)[18].
- Mairie de Pléhédel, Le port, huile sur toile 88x107cm, 1932 (dépôt du Centre national des arts plastiques)[19].
- Fonds national d'art contemporain, Puteaux :
  - Sportifs courant, deux dessins fusain et pastel 105x72cm, 1938 (études pour la décoration de la salle de gymnastique du lycée Janson-de-Sailly, Paris)[20] ;
  - Nature morte, huile sur toile 24x35cm, avant 1946[21];
  - Fleurs, huile sur toile 73x50cm, 1946[22].
- Mairie de Saint-Chamond, Nature morte à l'écorché, huile sur toile 105x85cm, 1926 (dépôt du Centre national des arts plastiques)[23].

### Liban
- Ambassade de France à Beyrouth, Bord de l'Oise, huile sur toile 100x65cm, vers 1958 (dépôt du Centre national des arts plastiques)[24].

## Collections privées
- Paquebot France[25].
- Gaston Monnerville.
- Antoine Pinay.
- Gérald Schurr, Autoportrait.
- Gorica Lalic, La Rêveuse.